# Euxoa ishidae
Euxoa ishidae är en fjärilsart som beskrevs av Matsumura 1926. Euxoa ishidae ingår i släktet Euxoa och familjen nattflyn. Inga underarter finns listade i Catalogue of Life.